# Луноход
Луноход (или лунен самоходен апарат) е разпространеното име за апарат, служещ за изследване на лунната повърхност. Луноходите са автоматизирани или ръчно управлявани.
Първият автоматичен, дистанционно управляван апарат от този тип е съветският Луноход 1, а първият управляван ръчно, от човек на Луната – американският Лунар Роувър.